# Кремне (зупинний пункт)
Кре́мне — пасажирський зупинний пункт Коростенської дирекції Південно-Західної залізниці на лінії Коростень — Олевськ між станціями Лугини (11 км) та Білокоровичі (відстань 14 км).
Розташований біля однойменного села Лугинського району Житомирської області.

## Історія
Зупинний пункт було відкрито в 1902 році як залізничну станцію, під час будівництва залізниці Київ-Пасажирський — Ковель. З тих часів збереглася будівля вокзалу, побудована на початку XX століття.
За часи радянської доби колійний розвиток станції був представлений в кількості однієї головної колії і трьох приймально-відправних. Також станція мала під'їзну колію для розвантаження або завантаження вантажних вагонів. В 2000-х роках кількість залізничних колій суттєво зменшилася. Станція здебільшого працювала як роздільний пункт для роз'їзду поїздів та приймання приміських дизель-поїздів. Перед закриттям, колійний стан станції був представлений у вигляді лише двох колій. 
У 2017 році станцію переведено в розряд зупинних пунктів.

## Пасажирське сполучення
На зупинному пункті зупиняються приміські поїзди до станцій Коростень і Олевськ.